# Liste der Naturschutzgebiete im Landkreis Meißen
Im Sächsischen Landkreis Meißen gibt es 24 Naturschutzgebiete (Stand Januar 2020).
| Name des Gebietes                            | Bild           | Kennung | WDPA      | Landkreis / Stadt                   | Beschreibung / Bemerkungen | Standort | Fläche in Hektar | Datum der Verordnung |
| -------------------------------------------- | -------------- | ------- | --------- | ----------------------------------- | -------------------------- | -------- | ---------------- | -------------------- |
| Dippelsdorfer Teich                          | weitere Bilder | D 32    | 162762    | Landkreis Meißen                    |                            | Position | 44,39            | 1961                 |
| Elbinseln Pillnitz und Gauernitz             | weitere Bilder | D 35    | 165003    | Landkreis Meißen, Dresden           |                            | Position | 23,5             | 2006                 |
| Elligastwiesen                               |                | D 113   |           | Landkreis Meißen                    |                            | Position | 78,92            | 2019                 |
| Elbtalhänge zwischen Rottewitz und Zadel     | weitere Bilder | D 102   | 318337    | Landkreis Meißen                    |                            | Position | 31,1             | 1999                 |
| Frauenteich Moritzburg                       | weitere Bilder | D 31    | 14509     | Landkreis Meißen                    |                            | Position | 202              | 1954                 |
| Gohrischheide und Elbniederterrasse Zeithain | weitere Bilder | D 95    | 318447    | Landkreis Meißen                    |                            | Position | 2846,99          | 2000                 |
| Großholz Schleinitz und Petzschwitzer Holz   | weitere Bilder | D 28    | 163383    | Landkreis Meißen                    |                            | Position | 53,22            | 2021                 |
| Jahna-Auenwälder                             | weitere Bilder | D 01    | 163938    | Landkreis Meißen                    |                            | Position | 34,24            | 1961                 |
| Königsbrücker Heide                          | weitere Bilder | D 89    | 164201    | Landkreis Bautzen, Landkreis Meißen |                            | Position | 7000             | 1988                 |
| Kutschgeteich Moritzburg                     | weitere Bilder | D 100   | 318700    | Landkreis Meißen                    |                            | Position | 14,14            | 2001                 |
| Linzer Wasser                                | weitere Bilder | D 107   | 555514066 | Landkreis Meißen                    |                            | Position | 162,6            | 2010                 |
| Molkenbornteiche Stölpchen                   | weitere Bilder | D 76    | 164653    | Landkreis Meißen                    |                            | Position | 160,75           | 1983                 |
| Moorwald am Pechfluss bei Medingen           | weitere Bilder | D 97    | 318804    | Landkreis Bautzen, Landkreis Meißen |                            | Position | 84               | 1999                 |
| Neuteich                                     | weitere Bilder | D 65    | 164801    | Landkreis Meißen                    |                            | Position | 10,45            | 1974                 |
| Oberer Altenteich                            | weitere Bilder | D 66    | 164869    | Landkreis Meißen                    |                            | Position | 11,51            | 1974                 |
| Radener Runze                                | weitere Bilder | D 112   | 555638662 | Landkreis Meißen                    |                            | Position | 26,7             | 2017                 |
| Röderauwald Zabeltitz                        | weitere Bilder | D 103   | 318996    | Landkreis Meißen                    |                            | Position | 283              | 1997                 |
| Seußlitzer und Gauernitzer Gründe            | weitere Bilder | D 02    | 14532     | Landkreis Meißen                    |                            | Position | 357              | 1961                 |
| Trockenhänge südöstlich Lommatzsch           | weitere Bilder | D 108   | 555546383 | Landkreis Meißen                    |                            | Position | 140              | 1999                 |
| Vierteich Freitelsdorf                       | weitere Bilder | D 111   |           | Landkreis Meißen                    |                            | Position | 59,79            | 2017                 |
| Waldmoore bei Großdittmannsdorf              | weitere Bilder | D 99    | 319279    | Landkreis Bautzen, Landkreis Meißen |                            | Position | 93,5             | 2000                 |
| Winzerwiese und Gosebruch                    | weitere Bilder | D 03    | 166334    | Landkreis Meißen                    |                            | Position | 11,6             | 1967                 |
| Ziegenbuschhänge bei Oberau                  | weitere Bilder | D 29    | 166416    | Landkreis Meißen                    |                            | Position | 20               | 2014                 |
| Zschornaer Teichgebiet                       | weitere Bilder | D 04    | 14533     | Landkreis Meißen                    |                            | Position | 314,74           | 1954                 |